# Hypenula
Hypenula is een geslacht van vlinders van de familie spinneruilen (Erebidae), uit de onderfamilie Herminiinae.

## Soorten
- H. cacuminalis Walker, 1858
- H. caminalis Smith, 1905
- H. complectalis Guenée, 1854
- H. deleona Schaus, 1916
- H. miriam Schaus, 1916